# Cratere Sirsalis
Sirsalis è un cratere lunare di 44,17 km situato nella parte sud-occidentale della faccia visibile della Luna.